# 氰化二(三苯基膦)亚铜
氰化二(三苯基膦)亚铜是一种配位化合物，化学式为(Ph3P)2CuCN，其中Ph为苯基。它在稀溶液中以单体的形式存在，并可以P3空间群的六聚体的形式结晶。它可由三苯基膦和氰化亚铜在三氯甲烷中反应制得。
它在苯中和邻菲啰啉反应，可以得到氰化(邻菲啰啉)(三苯基膦)亚铜。